# پلگ آرنولد
پِلگ آرنولد (Peleg Arnold) (زادهٔ ۱۷۵۱ – درگذشتهٔ ۱۸۲۰)، وکیل، میخانه‌دار، حقوقدان و دولت‌مرد اهل اسمیت‌فیلد، رود آیلند (اسمیت‌فیلد شمالی کنونی) بود. وی در جلسه ۱۷۸۷–۱۷۸۸ کنگره قاره‌ای از شهرستان رود آیلند در این کنگره نمایندگی کرد. او بعدها از ژوئن ۱۷۹۵ تا ژوئن ۱۸۰۹ و بار دیگر از مه ۱۸۱۰ تا مه ۱۸۱۲ به عنوان قاضی کل دادگاه عالی رود آیلند خدمت نمود.

## زندگی شخصی
آرنولد در ۱۰ ژوئن ۱۷۵۱ در اسمیت‌فیلد (حالا نورت اسمیت‌فیلد) به‌دنیا آمد و نهمین فرزند از پانزده فرزند توماس آرنولد بود. مادر وی که پیشنس کوک نام داشت، اهل نیوپورت و سومین همسر توماس بود. پس از اتمام دوره مدرسه در یکی از مدرسه‌های دولتی، او از دانشگاه براون در پراویدنس فارغ‌التحصیل شد. همانند بسیار از هم‌عصران خود، او نیز به‌طور موفقیت‌آمیزی چندین حرفه را به‌طور همزمان پیش می‌برد و خدمت در حکومت و فعالیت‌های مدنی را نیز به حرفه‌های خود افزود.
آرنولد در رشته حقوق درس خواند، وارد حوزه دادگاه شده و در اسمیت‌فیلد به عنوان وکیل مدافع کار کرد. او می‌خانه پلگ آرنولد را باز نموده و آنرا مدیریت کرد، میکدهٔ که هنوز هم در جاده ۴ وونساکیت هیل در نورت اسمیت‌فیلد، رود آیلند پابرجا مانده‌است.
آرنولد خانه خود را در یونیون ویلیج ساخت که حالا بخشی از نورت اسمیت‌فیلد است. در جریان جنگ انقلاب آمریکا، او سرهنگ تیپ دوم شبه‌نظامیان شهرستان پراویدنس بود.
زمانی که نیاز به نیروهای اضافی موجب سازماندهی مجدد تیپ اول رود آیلند در خط قاره‌ای در ۱۷۷۸ میلادی گردید، آرنولد یکی از طرفداران ایده پیشکش نمودن بخشش و آزادی برای تشویق ثبت نام سیاه‌پوستان به خدمت نظامی بود. او حتی پس از پایان جنگ به این تلاش‌های خود ادامه داده و در ۱۷۹۰ میلادی انجمن پراویدنس برای ختم برده‌داری را بنیان نهاد.
توجه آرنولد به اجتماع خود از ساخت اسمیت‌فیلد یونیون بانک در ۱۸۰۳ میلادی نیز به وضوح قابل ملاحظه است. وی به عنوان نخستین رئیس این بانک خدمت نموده و بانک اولین خدمات رسمی خود را از خانه وی در یونیون ارایه نمود. با آغاز ۱۸۱۰ میلادی، وی به عنوان رئیس مدرسه پیش‌دانشگاهی محلی به‌نام آکادمی اسمیت‌فیلد خدمت کرد. آرنولد در ۱۳ فوریه ۱۸۲۰ در اسمیت‌فیلد وفات کرد و در گورستان یونیون در منطقه امروزی نورت اسمیت‌فیلد به خاک سپره شد. بنابر گزارش یک منبع، «قاضی پلگ در اواخر زندگی خود نه تنها به‌خاطر اینکه در تجارت نوشیدنی رام نیو انگلند دخیل بود، بلکه به عنوان یکی از عاشقان سوزان این نوشیدنی، به‌طور گسترده معروف بود».

## حرفه سیاسی
آرنولد برای نخستین‌بار در ۱۷۷۷ میلادی در نهاد اداره‌کننده رود آیلند، مجلس عمومی، انتخاب شد. او بار دیگر از مه ۱۷۸۲ تا ۱۷۸۳ در این مجلس خدمت کرد. وی در ۱۷۸۷ میلادی نماینده رود آیلند در کنگره کنفدراسیون انتصاب یافت. او که یکی از طرفداران قوی کنوانسیون ۱۷۸۷ قانون اساسی بود، در ۱۷۸۸ میلادی کنگره را ترک و به خانه بازگشت تا به تصویب قانون اساسی ایالات متحده کمک کند. او برای مدت کوتاهی در ۱۷۹۰ میلادی به عنوان معاون فرماندار رود آیلند خدمت کرد.
آرنولد دو بار تلاش نمود تا به مجلس نمایندگان ایالات متحده آمریکا راه یابد، اما ناموفق بود. در انتخابات ۱۷۹۴ میلادی، وی به عنوان نامزد ضد-فدرالیست (حزب حاکم در شهرستان رود آیلند) در مقال نماینده برحال مجلس بنجامین بورن وارد مبارزات انتخاباتی شد. با استعفای بورن در ۱۷۹۶ میلادی از مجلس نمایندگان، آرنولد بار دیگر در انتخابات ویژه که برای اتمام دوره مجلس برگزار شده بود شرکت نموده و از طرف حزب جمهوری‌خواه خود را نامزد کرد، اما این بار نیز انتخابات را به الیشا رینولدز پوتر واگذار کرد.
در ۱۷۹۵ میلادی، آرنولد به عنوان قاضی کل دادگاه عالی، دادگاه سیار و دادگاه کیفری رود آیلند گماشته شد. نام این محکمه در ۱۷۹۸ میلادی به یک اصطلاح ساده‌تر «دادگاه عالی کیفری» تغییر داده شد. مجلس رود آیلند به‌طور سالانه وی را در سمت‌اش ابقا می‌نمودند و این کار تا ژوئن ۱۸۰۹ میلادی ادامه داشت. پس از یک سال مرخصی به دلیل وضعیت سلامت نامساعد، مجلس وی را دوباره از ۱۸۱۰ تا ۱۸۱۲ میلادی به این سمت گماشت. آرنولد بار دیگر از ۱۸۱۷ تا ۱۸۱۹ میلادی در مجلس عمومی خدمت کرد.